# Quốc lộ 12A
Quốc lộ 12A là tuyến giao thông đường bộ quốc gia chạy trong địa phận tỉnh Quảng Bình. Điểm đầu tuyến là ngã ba giao cắt với Quốc lộ 1 ở thị xã Ba Đồn, phía đông Quảng Bình). Điểm cuối tuyến là cửa khẩu quốc tế Cha Lo trên biên giới Việt - Lào, thuộc huyện Minh Hóa phía tây Quảng Bình. Toàn tuyến dài khoảng 145,5 km, chạy qua các huyện Quảng Trạch, Tuyên Hóa và Minh Hóa đều trong Quảng Bình.
Quốc lộ 12A chạy qua thị xã Ba Đồn, các huyện Quảng Trạch, Tuyên Hóa và Minh Hóa, qua Đồng Lê, Quy Đạt, dọc theo sông Gianh. Quốc lộ 12A cùng quốc lộ 12C được chỉ định là tuyến xuyên Á AH131.

## Địa điểm lịch sử trên quốc lộ 12A
- Xã Hóa Tiến, nơi bộ chỉ huy đoàn 559 từng đóng
- Ngã ba Khe Ve, điểm đầu tuyến ống xăng dầu chiến lược
- Cổng Trời
- Đèo Mụ Giạ